# Grellmund
Sigmund Andreas Løkken (også kendt som Grellmund) (født 15. maj 1976 – død 1. januar 1996) var rytmeguitarist for det norske black/avantgarde metal-band Ulver på deres demoer fra 1993. Han forlod dog bandet inden deres debutalbum, og blev erstattet af Torbjørn "Aismal" Pedersen. Grellmund begik selvmord nytårsaften 1995/1996.

## Diskografi

### MedUlver
- 1993: Rehearsal (demo)
- 1993: Vargnatt (demo)

## Fodnoter
1. ↑  Grellmund, Encyclopaedia Metallum, hentet 17. april 2024
2. ↑  Ulver på Encyclopaedia Metallum